# Гремучка (Тамбовская область)
Грему́чка —  деревня  в Петровском районе Тамбовской области России. Входит в Покрово-Чичеринский сельсовет.

## География
Стоит на реке Избердейка.

## История
Деревня впервые упоминается в документах ревизской сказки 1834 года по Козловскому уезду под названием: «Сельцо Гремучева». Принадлежало сельцо ротмистру Павлу Николаевичу Гурову, за которым были записаны крепостные крестьяне, проживающие в 4-х домах: мужского пола — 20 человек. Среди них: Петровы Алексей и Емельян, Егоров Михаил, Михайлов Никита.
В 1858 году хозяином Гремучки стал сын ротмистра — прапорщик Александр Павлович Гуров. Деревня пополнилась новыми крепостными крестьянами. Их стало теперь: мужского пола — 69, женского пола — 60 человек.

## Население
| 2010 |
| ---- |
| 5    |

Историческая численность населения
В 1862 году деревня насчитывала 13 дворов с населением 139 жителей..
По епархиальным сведениям 1911 года по церковному приходу села Малый Избердей в деревне Гремучке в то время числилось дворов крестьянских — 33, с населением: мужского пола — 93, женского пола — 101 человек.

## Известные жители
Панкратов, Георгий Иванович (24 июня 1917, Гремучка — 10 апреля 1994, Столовое) — участник Великой Отечественной, Советско-Японских войн. Имеет ряд орденов, в том числе и «Орден Красной Звезды».

## Инфраструктура
Личное подсобное хозяйство.

## Транспорт
Просёлочная дорога. 